# 南海まり
南海 まり（みなみ まり、10月4日 - ）は、日本の女優。元宝塚歌劇団星組の娘役。
東京都豊島区、都立小平高等学校出身。身長164cm。愛称は「みなみ」。

## 来歴
1997年、宝塚音楽学校入学。
1999年、宝塚歌劇団に85期生として入団。入団時の成績は26番。雪組公演「再会／ノバ・ボサ・ノバ」で初舞台。組まわりを経て星組に配属。
2005年の「龍星」（ドラマシティ・日本青年館公演）で、東上公演初ヒロイン。
2007年の「KEAN」（日生劇場公演）で、専科理事の轟悠の相手役を蒼乃夕妃と務め、ダブルヒロイン。
2008年2月11日、「エル・アルコン／レビュー・オルキス」東京公演千秋楽をもって、宝塚歌劇団を退団。

## 宝塚歌劇団時代の主な舞台

### 初舞台
- 1999年4 - 5月、雪組『再会』『ノバ・ボサ・ノバ』（宝塚大劇場）

### 組まわり
- 1999年5 - 6月、月組『螺旋のオルフェ』『ノバ・ボサ・ノバ』（宝塚大劇場のみ）
- 1999年7 - 8月、雪組『再会』『ノバ・ボサ・ノバ』（1000days劇場）

### 星組時代
- 2000年1 - 2月、『我が愛は山の彼方に』『グレート・センチュリー』（1000days劇場のみ）
- 2000年5 - 9月、『黄金のファラオ』『美麗猫（ミラキャット）』
- 2000年10 - 11月、『黄金のファラオ』『美麗猫』（全国ツアー）
- 2001年1 - 2月、『花の業平』 - 新人公演：女官『夢は世界を翔けめぐる』（宝塚大劇場）
- 2001年3 - 5月、『ベルサイユのばら2001-オスカルとアンドレ編-』（東京宝塚劇場） - 新人公演：小公女（本役：陽月華）
- 2001年6月、『イーハトーヴ 夢』（バウホール・日本青年館）
- 2001年8 - 10月、『ベルサイユのばら2001-オスカルとアンドレ編-』（宝塚大劇場） - 小公女
- 2001年11 - 12月、『花の業平』『サザンクロス・レビューII』（東京宝塚劇場）
- 2002年4 - 8月、『プラハの春』『LUCKY STAR!』
- 2002年9月、『ヴィンターガルテン』（バウホール・日本青年館） - カテリーナ・ブルガコワ[3]
- 2002年11 - 2003年3月、『ガラスの風景』 - 新人公演：クララ・シモンズ（本役：仙堂花歩）『バビロン』[3]
- 2003年4 - 5月、『蝶・恋（ディエ・リエン）』『サザンクロス・レビューIII』（全国ツアー）
- 2003年7 - 11月、『王家に捧ぐ歌』 - 囚人マーユー、新人公演：女官ワーヘド（本役：しのぶ紫）
- 2003年12月、『永遠の祈り-革命に消えた ルイ17世-』（ドラマシティ） - 村の娘
- 2004年2 - 6月、『1914／愛』 - 新人公演：オルガ（本役：仙堂花歩）『タカラヅカ絢爛』
- 2004年7 - 8月、『花のいそぎ』（バウホール・日本青年館） - 源潔姫
- 2004年10 - 12月、『花舞う長安』 - 新人公演：梅妃（本役：陽月華）『ロマンチカ宝塚'04』[3]
- 2005年2月、『王家に捧ぐ歌』（中日劇場） - 女官ターニ
- 2005年5 - 8月、『長崎しぐれ坂』 - 新人公演：李花（本役：万里柚美）『ソウル・オブ・シバ!!』
- 2005年9 - 10月、『龍星（りゅうせい）-闇を裂き天（あま）翔けよ。朕（ちん）は、皇帝なり-』（ドラマシティ・日本青年館） - 砂浬 東上初ヒロイン[3]
- 2006年1 - 4月、『ベルサイユのばら-フェルゼンとマリー・アントワネット編-』 - 村の女、新人公演：ロザリー（本役：陽月華）
- 2006年6月、『フェット・アンペリアル』（バウホール） - ミス・ハワード（エリザベス・アン・ハリエット）
- 2006年8 - 11月、『愛するには短すぎる』 - マーガレット『ネオ・ダンディズム!』
- 2006年12 - 2007年1月、『ヘイズ・コード』（ドラマシティ・日本青年館） - ラレイン・ウッドロウ・リッチ
- 2007年3 - 7月、『さくら』『シークレット・ハンター』 - アナ・マリア[3]
- 2007年9月、『KEAN』（日生劇場） - エレナ・デ・コーバーグ公爵夫人 Wヒロイン[4][3]
- 2007年11 - 2008年2月、『エル・アルコン-鷹-』 - シグリット・シェンナ『レビュー・オルキス-蘭の星-』 退団公演、初エトワール[2]

### 出演イベント
- 2001年9月、『ベルサイユのばら メモランダム』
- 2002年2月、湖月わたるディナーショー『Aqua』[5]
- 2003年1月、安蘭けいディナーショー『麗瞳翔』[6]
- 2003年8月、彩輝直ディナーショー『RECUERDO』[7]
- 2004年11月、汐美真帆ディナーショー『Good Bye,Good Guy,Good Fellow』[8]
- 2005年3月、真飛聖ディナーショー『Sky Blue』[9]
- 2006年4 - 5月、湖月わたるダンシング・リサイタル『Across』
- 2006年9月、TCAスペシャル2006『ワンダフル・ドリーマーズ』
- 2006年9 - 10月、湖月わたるディナーショー『Passion』[10]
- 2007年7月、『宝塚巴里祭2007』[11]
- 2007年9月、『TAKARAZUKA SKY STAGE5th Anniversary Special』

## 宝塚歌劇団退団後の主な活動

### 舞台
- 2008年 - 2009年、2010年、2012年『エリザベート』 - ヘレネ
- 2009年、『ダンス・オブ・ヴァンパイア』
- 2009年、『レザネ･フォール〜愛と幻影の巴里〜』 - ドリィ
- 2010年、『レベッカ』
- 2011年、TAKARAZUKA WAY TO 100th ANNIVERSARY 『DREAM TRAIL - 宝塚伝説 -』
- 2011年、『イヴ・モンタン』 - マリリン・モンロー
- 2011年、『三銃士』 - コンスタンス
- 2011年、『ヴェニスの商人』 - ポーシャ
- 2011年、『DREAM FOREVER』
- 2012年、『カラミティ・ジェーン』 - ソニア
- 2012年、『エリザベート ガラコンサート』 - ヴィンテッシュ
- 2013年、『DREAM LADIES』
- 2013年、『DREAM, A DREAM』
- 2014年、『ファントム』